# Golamo Dolane
Golamo Dolane (bułg. Голямо Доляне) – wieś w Bułgarii, w obwodzie Tyrgowiszte, w gminie Antonowo. Według danych szacunkowych Ujednoliconego Systemu Ewidencji Ludności oraz Usług Administracyjnych dla Ludności, 15 czerwca 2020 roku miejscowość zamieszkuje jeszcze jedna osoba.